# Filet (viande)
Pour les articles homonymes, voir filet.

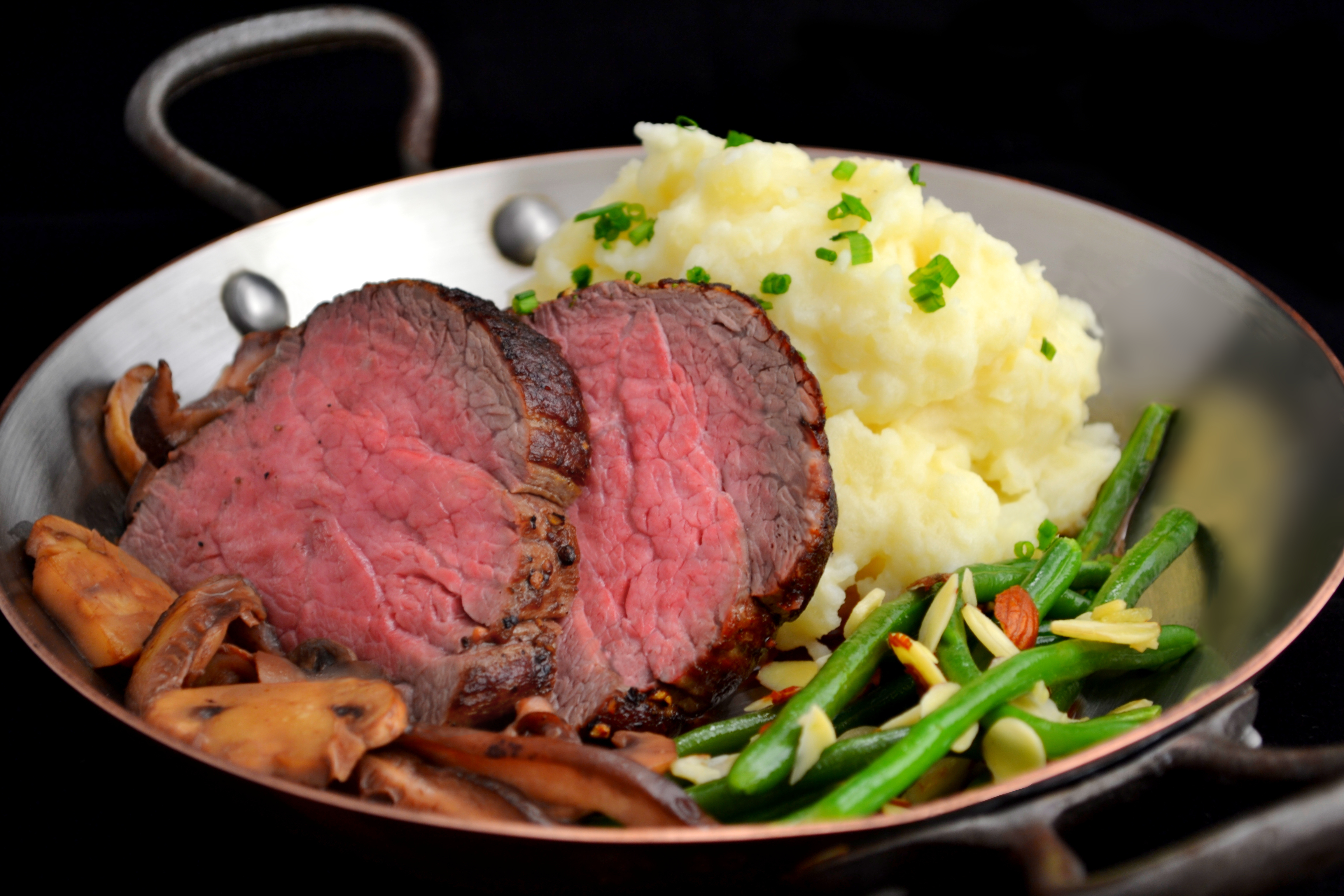
Filet de bœuf.

Le filet est une tranche fine de viande, prélevée sur la poitrine, dans le sens de la longueur sur une carcasse bouchère ou un poisson. C'est une partie tendre et maigre. 
Le filet peut être tranché pour être simplement grillé ou poêlé en cuisine, ou pour être accommodé dans les recettes les plus complexes de la cuisine gastronomique. 
Dans le cas de la commercialisation des découpes d'une carcasse bouchère vouée à l'alimentation, les filets font partie des pièces de viande au tarif élevé. 

## Poissonnerie

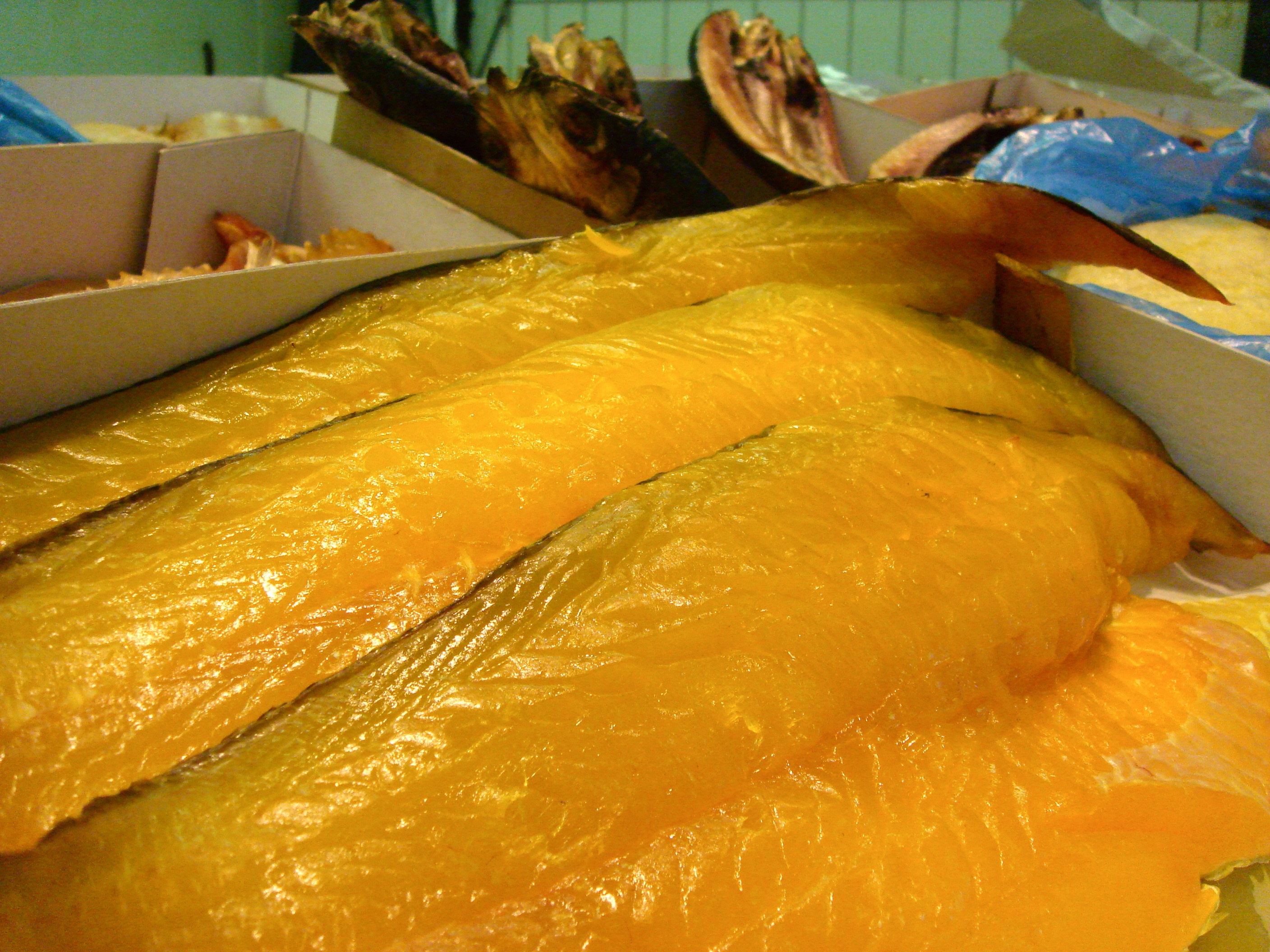
Filets de poissons boucanés.

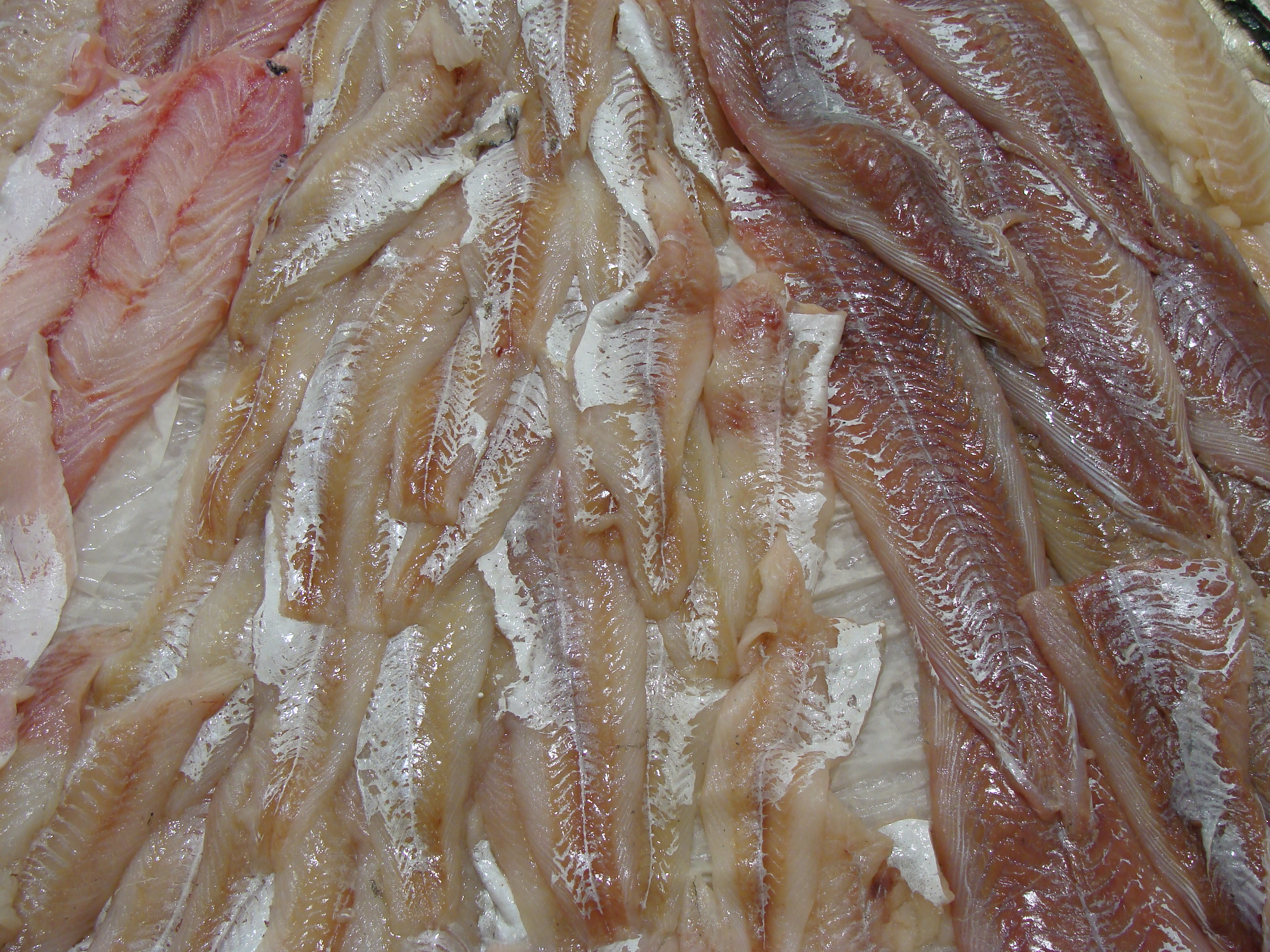
Filets de poisson frais.

Le filet de poisson est la bande de chair prélevée parallèlement à l'arête dorsale, débarrassé de ses arêtes et le plus souvent dépiautée. Il y en a quatre pour les poissons plats et deux pour les poissons ronds. Ces filets peuvent être poêlés dans du beurre, cuits à la vapeur, pochés, roulés, marinés, mis en timbale, en paupiette, en vol-au-vent, en aspic. Le Guide Culinaire d'Auguste Escoffier propose par exemple pas moins de 120 recettes chaudes ou froides de filets de sole, l'une des plus connues étant les Filets de sole à la normande où les filets sont pochés dans un fumet de poissons aux champignons. Les Filets de sole Verdi par exemple, sont également pochés dans un fumet de poisson, ensuite il faut les « dresser sur un lit de macaroni blanchi coupé en dés, lié à la crème et au fromage, puis additionné de 125 grammes de chair de homard et 75 grammes de truffe en dés pour 250 grammes de macaroni. Napper de sauce Mornay et glacer vivement. »

## Volaille

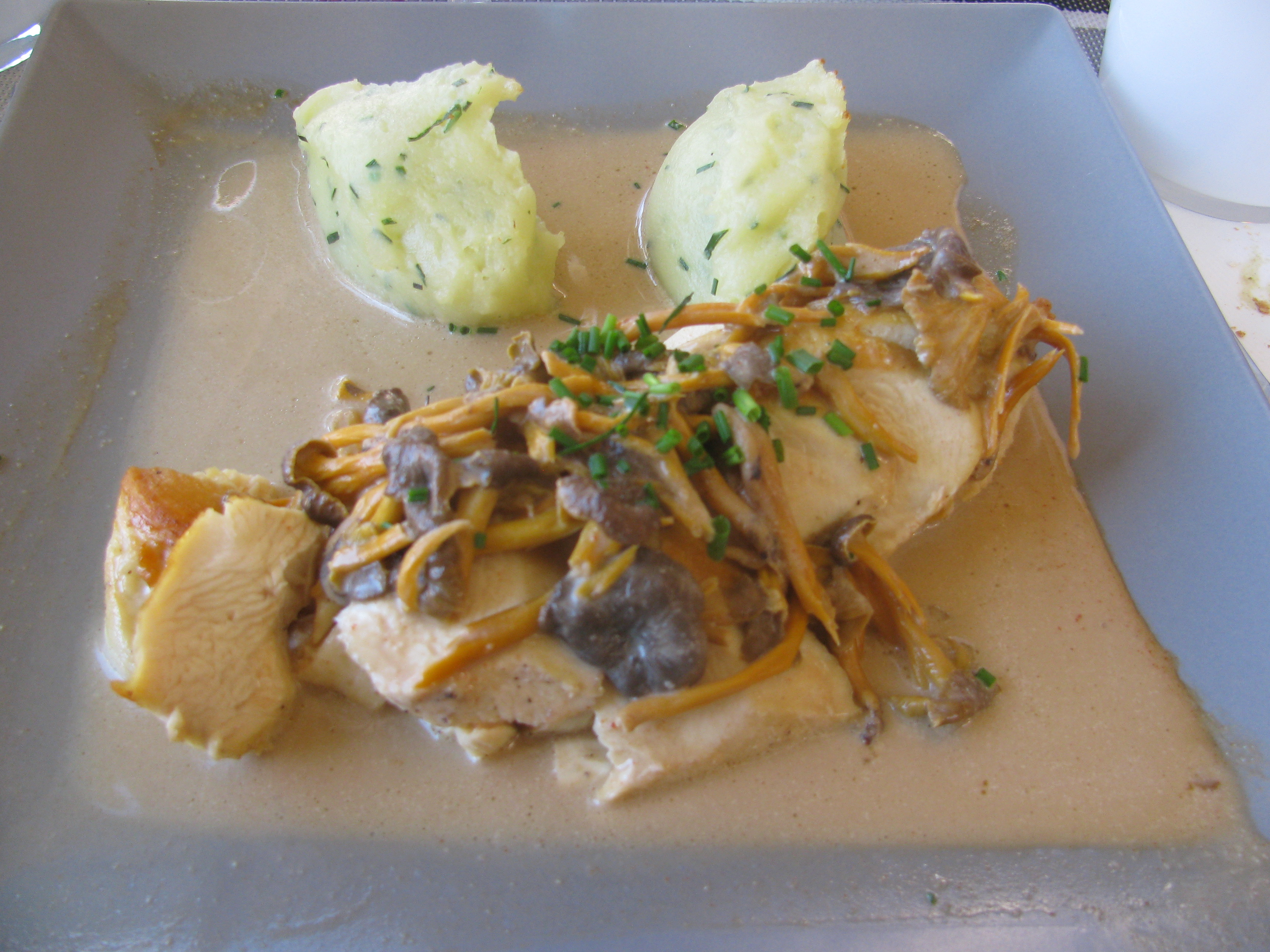
Filet de volailles aux chanterelles.

Pour la volaille, la masse musculaire pectorale autour du bréchet se divise en deux parties : le filet et les étroites aiguillettes. Dans le milieu de la cuisine gastronomique, cette partie peut prendre le nom de « suprêmes » ou de « côtelettes de volaille » (vieilli). La famille des volailles est diversifiée : de la caille à l'oie, en passant par le poulet, le coq, la poule, le chapon, la poularde, le canard, la dinde, le pigeon, la pintade ou le faisan, sans oublier le lapin et le lièvre classés dans cette catégorie. Si, dans la cuisine familiale, les animaux sont le plus souvent cuits dans leur totalité, en restauration, les cuisiniers, proposant un service « à l'assiette », ne préparent la plupart du temps qu'une partie de ces animaux. En entrée ou en plat principal, les filets sont utilisés sous toutes formes de cuisson : grillés, sautés, braisés, pochés, blanchis, froids ou chauds, cloutés ou lardés, nature ou farcis.
Le magret, mets accommodant le filet des canards gras (mulard ou barbarie), est présenté avec sa graisse et sa peau. Pour préparer le magret, le filet est grillé côté peau (bien faire « suer » la graisse) puis côté chair, pour être servi rosé ou saignant avec, par exemple, une sauce au poivre vert.

## Charcuterie

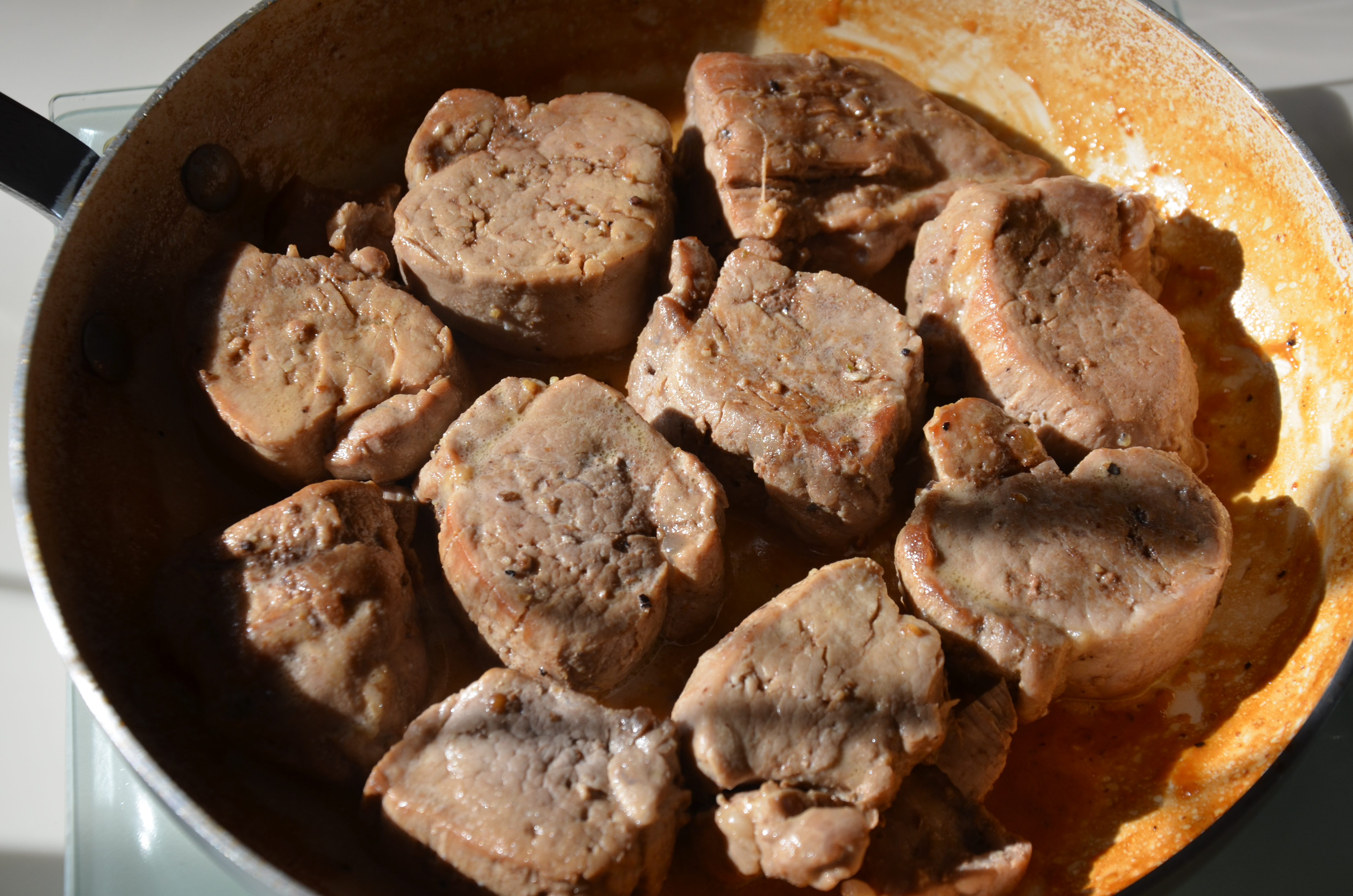
Filet mignon de porc braisé.

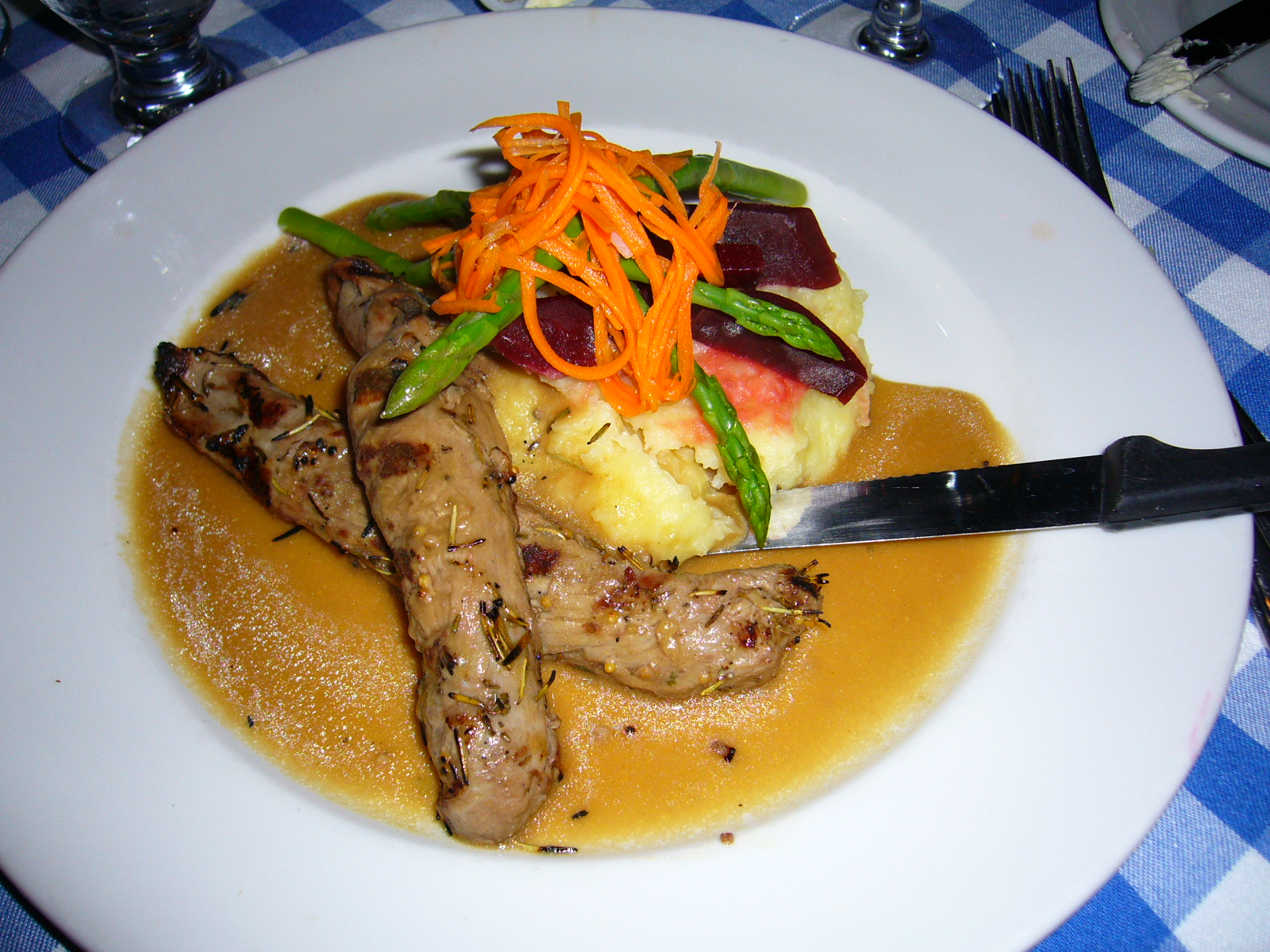
Filet de porc à la bordelaise.

En charcuterie, le filet et la pointe de filet forment l'extrémité de la longe de porc avant les jambons, au-dessus du filet mignon. Surtout utilisés en rôtis, les filets de porc sont les parties les moins grasses et les plus tendres de l'animal et leurs utilisations sont de tradition dans la cuisine dite « bourgeoise ». 
Servis froids ou chauds, leurs préparations culinaires varient peu, la principale étant la cuisson au four avec un peu de corps gras, juste salé et poivré, servi avec des pommes de terre rissolées cuites autour. Il est aussi travaillé en salaison, en fumage ou en séchage comme le bacon.

## Boucherie

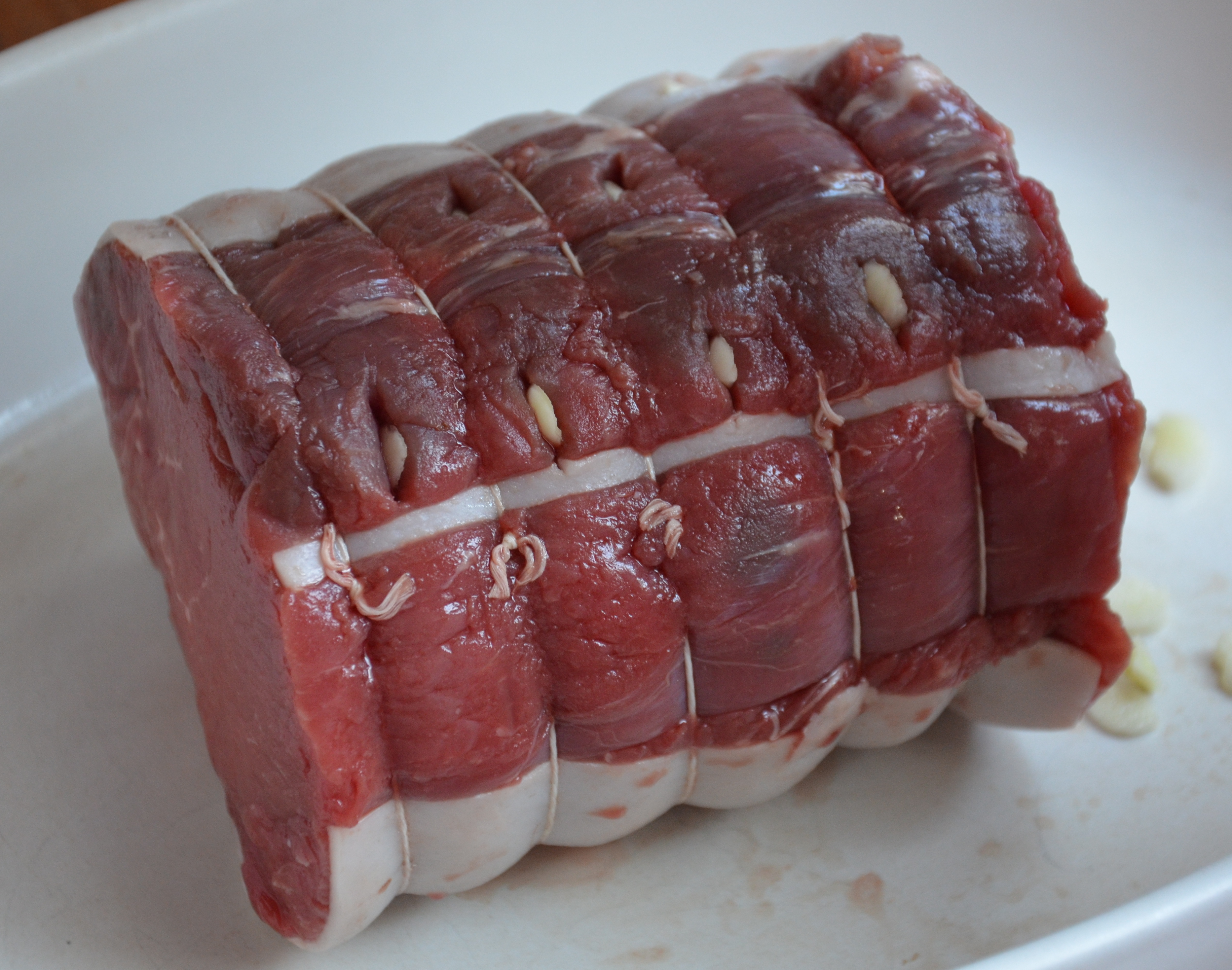
Un rôti de bœuf dans le filet avant cuisson (piqué d'ail).

En boucherie, le filet est un muscle cylindrique situé sous l'épine dorsale dans la région lombaire d'un bœuf, d'un veau, d'un mouton ou d'un agneau (muscle ilio-psoas). Il est composé de trois parties : la tête, le cœur et la pointe. Reconnu pour sa tendreté sans être la viande la plus goûtée de l'animal, le filet ne représente qu'une petite partie de la masse musculaire, celui de bœuf par exemple ne pèse qu'entre 3 et 4 kg.
- Peu gras, le filet de bœuf, généralement d'un prix élevé, sert principalement à la confection de rôtis et de tournedos consommés grillés ou sautés au beurre ou à l'huile. Il peut être aussi cuit en brioche, consommé en fondue bourguignonne ou servi froid en gelée.
- Le filet de veau, correspond au filet de bœuf, sous la selle, de chaque côté de l'échine. Il donne des rôtis, des grenadins (médaillons de 2 cm d'épaisseur) ou des côtes-filet plus tendres et plus épaisses. Le Filet de veau Orloff, le Filet de veau Talleyrand ou les Grenadins de veau à l'orange sont des classiques des cartes de restaurants.
- Le filet d'agneau ou de mouton fournira des côtelettes-filet (côtes sans manche), lamb-chops, mutton-chops et autres noisettes destinés surtout à être grillés. Avec la selle et les deux gigots, le filet fait partie d'une des pièces de boucherie les plus spectaculaires de la cuisine française : le baron (ou bas-rond[3]) destiné à être rôti ou cuit à la broche.

N.B. : en Belgique, le filet américain est une autre appellation du steak tartare.